# Марушич, Адам
Адам Марушич (черног. Adam Marušić; родился 17 октября 1992 года в городе Белград, Югославия) — черногорский футболист, полузащитник итальянского клуба «Лацио» и сборной Черногории.

## Клубная карьера
Марушич — воспитанник клубов «Партизан», «Телеоптик» и «Вождовац». В 2010 году в составе последнего он дебютировал за команду в чемпионат Сербии. Летом 2014 года Адам перешёл в бельгийский «Кортрейк». 27 июля в матче против «Зюлте-Варегем» он дебютировал в Жюпиле лиге. 9 августа в поединке против «Мехелена» Марушич забил свой первый гол за «Кортрейк». Во втором сезоне он стал футболистом основы и провёл почти все матче без замен.
Летом 2016 года Адам перешёл в «Остенде». 31 июля в матче против «Генка» он дебютировал за новую команду. 14 августа в поединке против «Мускрон-Перювельз» Марушич забил свой первый гол за «Остенде».
1 июля 2017 года игрок подписал контракт с итальянским клубом «Лацио» сроком до 30 июня 2022 года. Продлил в мае 2022 года контракт с клубом до 2026 года.

## Достижения
«Лацио»
- Обладатель Кубка Италии: 2019

## Международная карьера
27 марта 2015 года в отборочном матче чемпионата Европы против сборной России Марушич дебютировал за сборную Черногории.